# Eugenia cupuligera
Eugenia cupuligera är en myrtenväxtart som beskrevs av Ignatz Urban. Eugenia cupuligera ingår i släktet Eugenia och familjen myrtenväxter. Inga underarter finns listade i Catalogue of Life.